# Place Saint-Michel

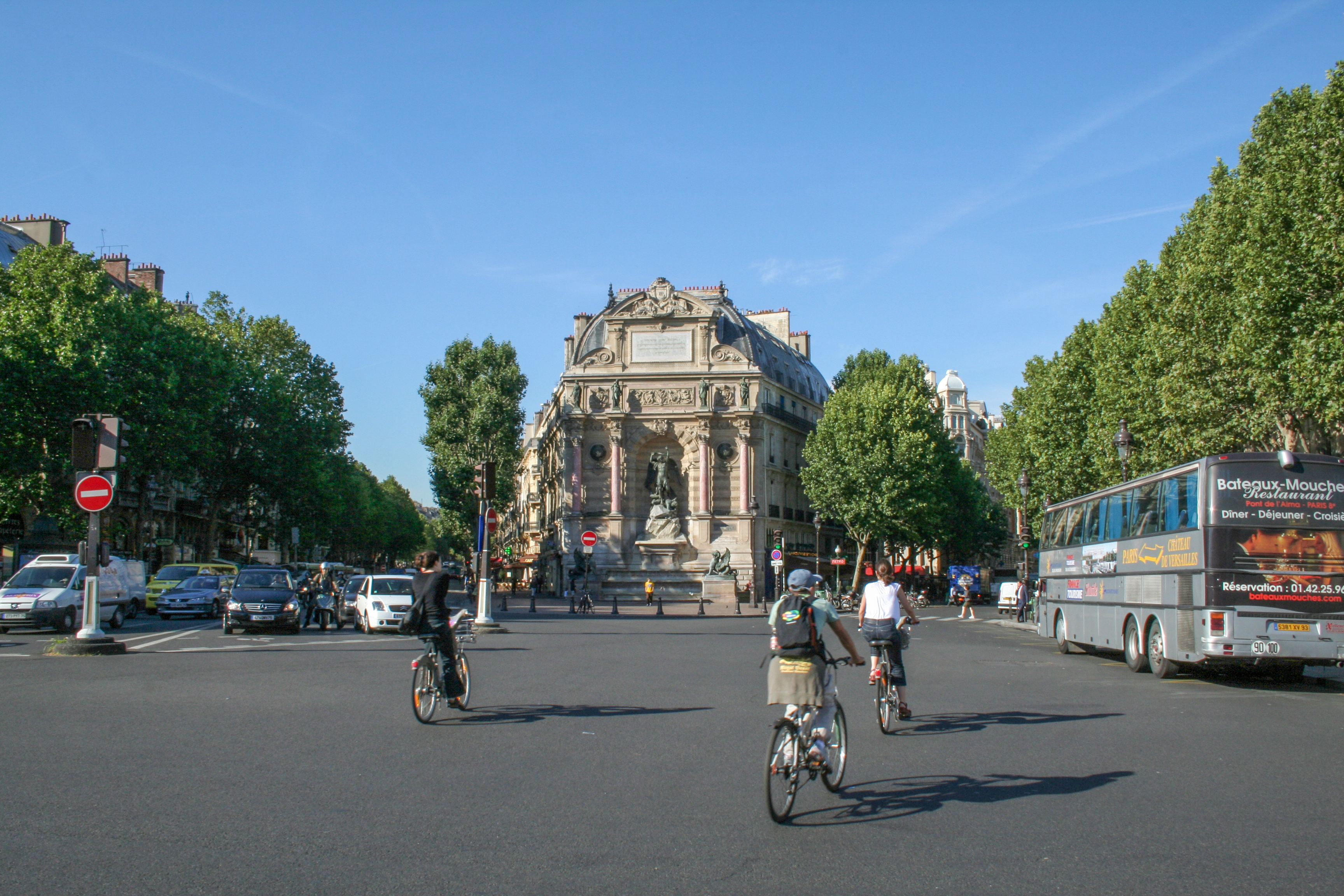
La Place Saint-Michel

La Place Saint-Michel (Nederlands: Sint-Michaëlsplein) is een plein in het Quartier Latin te Parijs dat dateert uit de tijd van Napoleon III.
De fontein werd in 1860 ontworpen door Gabriel Davioud. Het oorspronkelijke werk bevatte een standbeeld van Napoleon Bonaparte, maar uiteindelijk werd een beeld gekozen van de aartsengel Michaël.